# École onomastique de l'Oural
L'École onomastique de l'Oural est une influente école scientifique russe dans le domaine de l'étude linguistique des noms propres fondée dans les années 1960 par Aleksandr Matveïev à l'Université d'État de l'Oural (Ekaterinbourg, Russie).

## Histoire
Au début des années 1960 A. Matveïev a commencé ses recherches toponymiques et dialectologique dans l'Oural et au Nord russe se penchant principalement sur le problème des contacts de la population finno-ougrienne de ces territoires avec les Russes. Ses premières publications et sa thèse de doctorat (russe kandidat naouk, 1959) ont permis de révéler l'apport du substrat finno-ougrien à la formation des parlers russes locaux:

« En 1955—1956 A. Matveïev a découvert plusieurs termes de chasse et de pêche aussi bien que de nobreux toponymes provenant de la langue des Mansis assimilés dont la langue alors vivante avait été décrite au début du XXe siècle par A. Kannisto et B. Munkácsi <…> En étymologisant le lexique russe d'origine finno-ougrienne (ouralienne) A. K. Matveïev <…> a développé les meilleures traditions des études des éléments balto-finnois, permiens, sames, ob-ougriens et nénèts dans le vocabulaire et la toponymie russes dont les bases ont été jetées par J. Kalima, T. Itkonen, M. Vasmer, B. Kálmán, V. Steinitz, A. I. Popov et d'autres. »

Nommé en 1961 directeur du département de linguistique générale, A. Matveïev entame ses recherches de la toponymie du Nord russe ce qui exigeait des travaux de terrain dans des régions bien éloignées de Ekaterinbourg. Ces expéditions annuelles et biannuelles connues sous nom collectif d'Expédition toponymique de l'Université de l'Oural ont permis de collecter de riches matériels linguistiques comprenant la toponymie, l'anthroponymie, l'ethnonymie et le lexique dialectal.
En 1970 A. Matveïev a soutenu sa thèse de doctorat russe (équivalent de la procédure d'habilitation) où sont formulés ses résultats les plus significatifs pour la reconstruction de l'état le plus ancien des langues finno-ougriennes: il a prouvé notamment la présence d'éléments sames et balto-finnois puissants dans les couches supérieures de la toponymie nordique russe et a établi les zones de leur expansion, il a établi les particularités des dialectes balto-finno-sames anciens, a découvert les traces du recouvrement de la couche same par une couche balto-finnoise, a démontré la formation tardive de la toponymie komi, a découvert les traces des toponymes les plus anciens provenant des langues transitoires du type balto-finno-same et a prouvé la présence de la toponymie mérienne vers le Sud de la zone de l'extension continue de la toponymie balto-finno-same.
Les terrains réguliers ont exigé d'élaborer une méthode stricte de collecte et d'enregistrement de données. Ses principes basiques sont: 1. enquête continue dans chaque commune du territoire étudié; 2. collecte simultanée du lexique dialectal et de mots appartenant à d'autres classes de noms propres; 3. rédaction de notices détaillées pour chaque unité enregistrée (variantes, accentuation, relations synonymiques et dérivationnelles, contextes motivationnels, microsystèmes sémantiques etc.); 4. enregistrement de l'information extralinguistique (rattachement des toponymes au terrain, caractéristiques des objets nommés etc.); 5. vérification de chaque fait auprès de plusieurs informants. Tous les nouveaux membres de l'Expédition, notamment les étudiants, passent une formation spéciale visant à les préparer à la communication avec les informants et à l'enquête minutieuse.
Au cours du temps la thématique des recherches menées par le groupe de A. Matveïev s'est considérablement élargie. A. Matveïev était directeur scientifique de plus de 30 thèses de doctorat et de 6 thèses d'habilitation. Il a rédigé la plupart des volumes du Dictionnare des parlers russes de l'Oural moyen (1981-1988), de l'unique Dictionnaire des parlers du Nord Russe (vol. 1-3), des Matériels pour un dictionnaires d'emprunts ouraliens dans les parlers du Nord russe. Il est aussi l'auteur des premiers dictionnaires toponymiques et oronymiques de l'Oural et de l'ouvrage fondamental Éléments substratiques dans la toponymie du Nord russe (vol. 1-3).
A. Matveïev a fondé deux recueils scientifiques périodiques consacrées aux problèmes de l'onomastique et de l'étymologie qui ont donné naissance à la revue Voprosy onomastiki qui sert de forum important pour les onomastes tant russe et qu'étrangers.

## État actuel
L'Expédition toponymique de l'Université de l'Oural reste un des projets de terrain les plus renommés en linguistique russe, elle n'a pas d'égale en fonction du territoire systématiquement étudié. Les unités (noms propres, lexèmes, textes) collectées par l'Expédition sont conservées et toujours enrichies au département de linguistique générale dans le fameux Fichier de l'Expédition toponymique de l'Université de l'Oural qui compte aujourd'hui plus de 2 millions de fiches.
Quelques dizaines de disciples de A. Matveïev travaillent dans plusieurs universités russes dont une vingtaine à l'Université fédérale de l'Oural, y compris quatre professeurs. Ses élèves étudient la toponymie finno-ougrienne et russe (E. L. Berezovitch, M. L. Gouselnikova, T. N. Dmitryeva, E. E. Ivanova, N. V. Kabinina, M. E. Ruth), l'anthroponymie (E. L. Berezovitch, M. V. Golomidova, M. E. Ruth, L. A. Feoktistova), l'etnonymie (E. L. Berezovitch, Iu. V. Vorontsova), de l'astronymie (M. E. Ruth), la pragmonymie (S. O. Goryaïev), la chrononymie (E. L. Berezovitch, O. V. Atrochenko), des éléments substratiques dans la toponymie et les dialectes du Nord russe (N. V. Kabinina, O. V. Mistchenko, O. A. Teouch), aussi bien que mènent des études ethnolinguistiques des noms propres (E. L. Berezovitch, Iu. A. Krivostchapova, K. V. Piankova, L. A. Feoktistova etc.)

## Publications majeures

### Dictionnaires
- Matveïev А. К. Noms géographiques de l'Oural: Dictionnaire toponymique. Sverdlovsk, 1980 (deuxième édition: Ekaterinbourg, 2008).
- Matveïev А. К. Sommets de la Ceinture de pierre: Noms des montagnes de l'Oural. Thceliabinsk, 1990.
- Matveïev А. К. Noms géographiques du Nord de la région de Tioumen: Dictionnaire toponymique. Ekaterinbourg, 1997.
- Matériels pour un dictionnaires d'emprunts ouraliens dans les parlers du Nord russe. Ekaterinbourg, 2004.
- Labounets N. V. Dictionnaire des termemes géographiques populaires de la région de Tioumen. Tioumen, 2003.
- Dictionnare des parlers russes de l'Oural moyen: en 7 vol. Sverdlovsk, 1964—1988.
- Dictionnaire des parlers du Nord Russe. Ekaterinbourg, 2001–. (édition continue, 4 volumes déjà sortis, А-И).
- Vorontsova Iu. B. Dictionnaire des surnoms collectifs. Moscou, 2011.

### Monographies choisies
- Matveïev А. К. Onomatologie. Moscou, 2006.
- Matveïev А. К. Éléments substratiques dans la toponymie du Nord russe. Vol. 1-3. Ekaterinbourg, 2001-2007.
- Matveïev А. К. Méthodes de recherches toponymiques. Sverdlovsk, 1986.
- Matveïev А. К. Emprunts finno-ougriens dans les parlers russes de l'Oural moyen. Sverdlovsk, 1959.
- Berezovitch E. L. Langue et culture traditionnelle: Recherches ethnoliguistiques. Moscou, 2007.
- Berezovitch E. L. La toponymie russe sous l'aspect ethnolinguistique: Homme et Espace. Moscou, 2009.
- Berezovitch E. L. La toponymie russe sous l'aspect ethnolinguistique: Image mythopoétique de l'Espace. Moscou, 2010.
- Ruth M. E. Nomination imagée dans la langue russe. Ekaterinbourg, 1992.
- Ruth M. E. Astronymie populaire russe. Sverdlovsk, 1987.
- Ruth M. E. Les noms et les destins. Ekaterinbourg, 1996.
- Golomidova M. V. Nomination artificielle en onomastique. Ekaterinbourg, 1998.
- Dmitiryeva T. N. La toponymie du bassin de la rivière de Kazym. Ekaterinbourg, 2005.
- Labounets N. V. Terminologie géographique russe dans la situation du contact linguistique. Tioumen, 2007.
- Kabinina N. V. Éléments substratiques dans la toponymie du Pomorié d'Arkhangelsk. Ekaterinbourg, 2011.